# Mittelsinn
Mittelsinn är en kommun och ort i Landkreis Main-Spessart i Regierungsbezirk Unterfranken i förbundslandet Bayern i Tyskland.
Kommunen ingår i kommunalförbundet Burgsinn tillsammans med köpingarna Burgsinn och Obersinn och kommunerna Aura im Sinngrund och Fellen.